# Reinmar der Alte

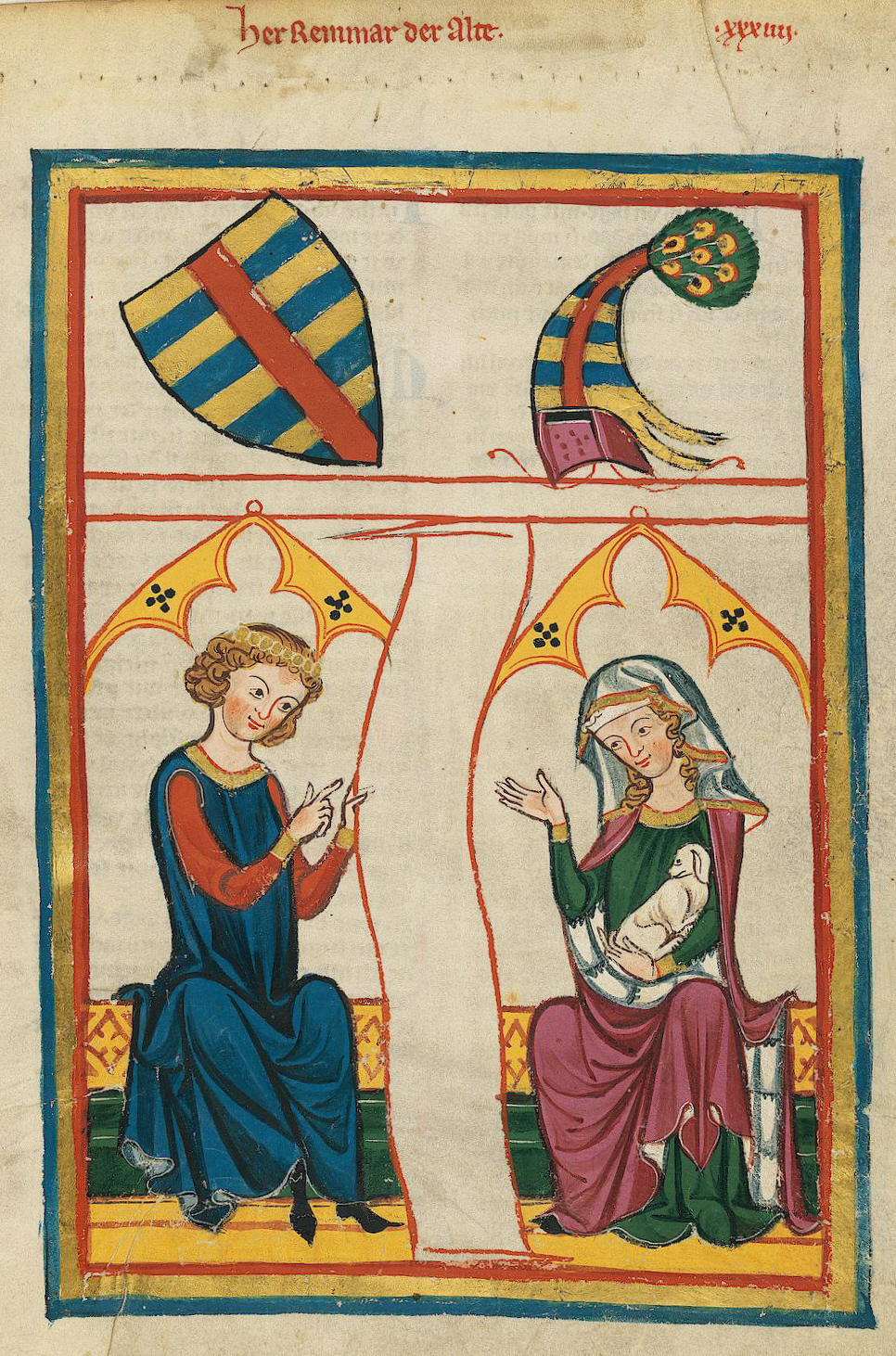
Herr Reinmar der Alte (Codex Manesse, frühes 14. Jahrhundert)

Reinmar der Alte, auch Reinmar von Hagenau, war ein deutscher Minnesänger der zweiten Hälfte des 12. Jahrhunderts. Seine Person ist urkundlich nicht belegt, jedoch sind unter seinem Namen in verschiedenen Liederhandschriften Minnelieder, Tageliedreflexionen, Frauenlieder sowie die so genannte „Witwenklage“ überliefert. Reinmars Minnelieder werden sowohl inhaltlich als auch formal als herausragende Beispiele des hohen Minnesangs angesehen.

## Das Leben Reinmars des Alten
Reinmar der Alte ist als Person nicht urkundlich belegt. Seine Existenz ist nur durch Nennungen bei zeitgenössischen Dichtern und in den Überschriften in den Liedersammlungen bezeugt. Seine Lebenszeit ist insofern erschließbar, als Walther von der Vogelweide eine zweistrophige ‚Totenklage‘ auf Reinmar verfasste, in der er dessen Namen (Reimar) nennt, aber ohne Beinamen oder Herkunftsnamen. Gottfried von Straßburg nennt in seinem vor 1215 verfassten Tristan die ‚Nachtigall von Hagenau’ den zu seinen Lebzeiten größten Lyriker in deutscher Sprache; doch nun, nach seinem kürzlich erfolgten Tod, sei „die Nachtigall von der Vogelweide“, also Walther, der größte. Als größten Lyriker um 1200 hätte Gottfried niemand anderen als Reinmar bezeichnen können; Zweifel, ob mit der „Nachtigall von Hagenau“ tatsächlich Reinmar gemeint sei, sind daher nicht berechtigt. Die Parallele: „Die Nachtigall von der Vogelweide“ = „Walther von der Vogelweide“ erfordert die Ergänzung von „Die Nachtigall von Hagenau“ für Reinmar zu „Reinmar von Hagenau“. Diese Passage des Tristan ist vermutlich gegen 1210 entstanden; Reinmar trug also den Herkunftsnamen ‚von Hagenau’ und verstarb ca. 1205–1210. Den Beinamen „Der Alte“ kann er dagegen erst lange nach seinem Tod erhalten haben, um ihn von den Reinmaren des 13. Jahrhunderts abzugrenzen. Daher ziehen viele Forscher die Namensform „Reinmar von Hagenau“ vor.
Reinmar war höchstwahrscheinlich Berufssänger, weil er in vielen Dichterkatalogen und Handschriften erwähnt wird, und eine große Zahl von Liedern unter seinem Namen überliefert ist. Als Wirkungsstätte Reinmars wird häufig der Babenberger Hof unter Leopold V. in Wien genannt, da eine der Witwe in den Mund gelegte Totenklage auf einen herre luitpold unter Reinmars Namen überliefert ist, die auf niemand anderen als Leopold V. bezogen werden kann. Die Meinung, das beweise, dass Reinmar in Wien als Hofsänger engagiert war, wurde von Schweikle in Frage gestellt, da in diesem Lied vom Beginn des Sommers die Rede ist und Leopold V. zu Silvester/Neujahr 1194/1195 verstarb. Von einem Hofdichter könnte man eine Klage erwarten, die zeitlich näher am Tod seines Herren geschrieben wurde; Schweikle meint, Reinmar sei vielleicht einige Monate später kurz in Wien vorbeigekommen und habe bei diesem Anlass die „Witwenklage“ verfasst. Andere Forscher können sich durchaus vorstellen, dass es erst einige Monate später eine große Gedenkfeier gab, da Leopold V. zum Zeitpunkt seines Todes vom Kirchenbann bedroht war und seine Erben versprechen mussten, um Leopolds Seele zu retten, das für die Freilassung von Richard Löwenherz kassierte Geld zurückzuzahlen. Die „Witwenklage“ hat den Gestus eines offiziellen Trauergedichtes; da wird man es als wahrscheinlicher annehmen, dass ihr Verfasser engeren Kontakt zum Wiener Hof hatte, als dass man es bei einem zufällig Durchreisenden in Auftrag gegeben hätte. Schweikle stellt auch in Frage, dass die so genannte „Fehde“ zwischen Reimar und Walther von der Vogelweide nur vorstellbar sei, wenn beide längere Zeit nebeneinander am selben Hof gewirkt hätten. Die beiden Sänger beziehen sich allerdings in mehreren Liedern aufeinander; vor allem verfasste Walther eine polemische Parodie auf Reinmar und weist später auch in seinem Nachruf auf Reinmar, bei aller Hochschätzung der Kunst des Verstorbenen, auf schwere persönliche Differenzen hin. Mehrere Anspielungen Walthers sind für das Publikum nur verständlich, wenn es das betreffende Reinmar-Lied im Ohr, also vor kurzem gehört hat. Weil auch Lieder existieren, in denen Walther seiner Zeit am Wiener Hof nachtrauert, ging die Forschung lange davon aus, dass er von dort durch einen anderen verdrängt wurde. Zeitlich käme dafür nur Reinmar in Frage, falls dieser sich wirklich am Wiener Hof aufgehalten hat. Eine derartige Annahme ist aber unnötig; Walther selbst nennt als Grund für seinen Dienstwechsel von Wien an den Stauferhof den Tod Herzog Friedrichs I., es genügt völlig, dass Walther von dessen Nachfolger, Leopold VI., nicht weiter engagiert wurde. Das Verhältnis zwischen Walther und Leopold war auch weiterhin nicht spannungsfrei; man muss also nicht Reinmar die Schuld am anscheinend unfreiwilligen Abgang Walthers aus Wien geben. Auch ein Lehrer-Schüler-Verhältnis zwischen den beiden wurde aus den Fehdeliedern abgeleitet. Objektiv kann man aber aus diesen nur erschließen, dass beide Dichter die Werke des jeweils anderen kannten, diese in ihren Liedern bearbeiteten und scharfe polemische Gegenpositionen bezogen. Außerdem erwecken einige von Walther im Stil Reinmars verfasste Lieder aus stilistischen Gründen den Eindruck, Jugendgedichte Walthers zu sein. Jede weitere darüber hinausgehende Theorie über das persönliche Verhältnis der Sänger zueinander ist spekulativ.
Aus Gottfrieds Angabe „von Hagenau“ schloss man, dass Reinmar aus Hagenau im Elsass stamme. Da es im ehemaligen Gebiet des alten Heiligen Reiches mehrere Orte, sowie Adelsfamilien namens ‚Hagenau‘ gibt, ist diese Annahme nicht gesichert. Sie gilt Manchen jedoch als wahrscheinlich, da nach dieser Auffassung Gottfried von seinem zeitgenössischen Publikum in Straßburg (lediglich 30 km von der Kaiserpfalz und Stadt Hagenau im Elsass entfernt) nicht hätte erwarten können, von den hochfreien Herren von Hagenau mit dem Bischof Reginbert von Hagenau, Bannerherr des Heiligen Reiches im Zweiten Kreuzzug unter König Konrad III., oder auch nur von gleichnamigen Orten in Bayern und Oberösterreich zu wissen, während Hagenau im Elsass sich zu Lebzeiten Reinmars dank seiner Kaiserpfalz zu einer bedeutenden Stadt anwuchs. Auch würden die wahrscheinlich der französischen Lyrik nachempfundene Thematik und Form der Lieder Reinmars zu einer Herkunft nahe der deutsch-französischen Sprachgrenze passen, was allerdings durch die weit ausgedehnte Lage der staufischen Besitzungen in Süddeutschland, sowie einen nachweislichen Wirkungs- und Lebensschwerpunkt Reimars am Babenberger Hof und im Südosten des Reiches relativiert wird. Die große Präsenz Reinmars in westdeutschen Liederhandschriften könnte andererseits für einen Wirkungsbereich Reinmars auch im Elsass sprechen. Obwohl Hagenau im Elsass altes salisch-staufisches Königsgut war, wird von den Befürwortern dieser Theorie eine vermutete Vorliebe des Babenbergerhofes in Wien für "französisierende Kultur" angeführt (die französisierende Mode wurde in Wien, allerdings eine Generation später, vom Dichter Tannhäuser persifliert). Andererseits ist wiederum  auch eine Familienzugehörigkeit Reinmars zum Reichsministerialengeschlecht der Herren von Hagenau nicht belegt. Es wird dieser Zuordnung entgegengehalten, dass Reinmar wohl auch als jüngerer Sohn aus einer reichsweit angesehenen Familie historisch belegt sein müsse, etwa als Zeuge auf Urkunden, aber bisher keine entsprechenden Quellen auffindbar waren. Als widerlegt gilt die These, Reinmar der Alte sei der Vater von Reinmar von Zweter gewesen.
Die verschiedenen Theoriebildungen zu Reinmars Person wurden durch das Fehlen konkreter historischer Anhaltspunkte begünstigt.

## Überlieferung

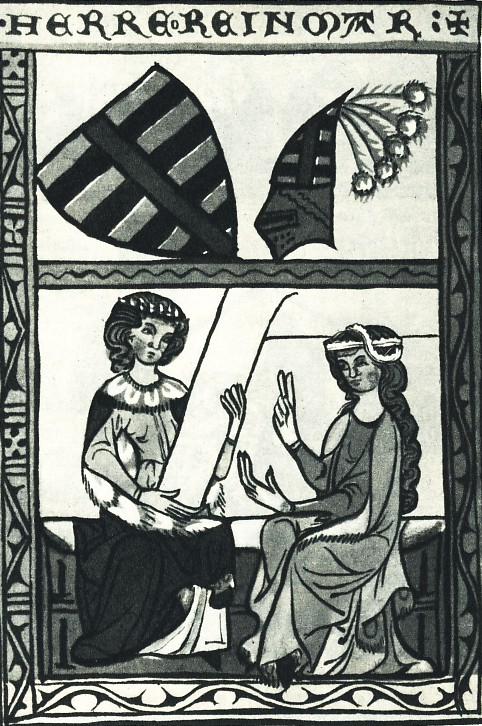
Reinmar der Alte in der Weingartner Liederhandschrift aus der ersten Hälfte des 14. Jahrhunderts.

Reinmar ist in allen drei Grundhandschriften, der Kleinen Heidelberger Liederhandschrift (A), der Weingartner Liederhandschrift (B) und dem Codex Manesse (C), vertreten. In der Würzburger Liederhandschrift (E) existiert zudem eine weitere Sammlung von Reinmar- und Walther-Liedern. Somit zählt Reinmar neben Walther und Neidhart zu den am häufigsten überlieferten Sängern. Insgesamt gibt es 88 verschiedene Töne, die Reinmars Namen tragen.
In A sind 19 Lieder mit insgesamt 70 Strophen überliefert, in B sind es 115 Strophen, davon allerdings nur 28 mit Reinmars Namen, die restlichen 87 sind namenlos überliefert. E bietet 30 Lieder mit 141 Strophen, in C wurden 64 Lieder mit 262 Strophen für Reinmar zusammengetragen. Dazu kommen einzelne Lieder, so genannte Streuüberlieferungen, in kleineren Handschriften und Fragmenten. Allerdings gibt es auch Doppelzuschreibungen, also Lieder, die in den Handschriften nicht nur Reinmar, sondern auch anderen Sängern zugeschrieben werden. Dadurch lässt sich das gesamte Œuvre Reinmars nicht eindeutig abgrenzen.

## Reinmar in der Forschung
Die Forschungsgeschichte über Reinmar den Alten ist sehr stark von der Frage nach der Echtheit seiner Lieder geprägt. Das bedeutet, dass viel darüber diskutiert wurde und wird, welche Lieder ihm zuweisbar sind und welche nicht. Nur von 119 Strophen, die unter seinem Namen überliefert sind, wurde die Echtheit im Verlauf der Forschungsgeschichte nicht angezweifelt. Das ist nur ein Viertel aller Lieder. Ausgangspunkt für diese Diskussion ist vor allem die Art der Überlieferung mittelalterlicher Texte. Diese liegen in handschriftlicher Form vor, wurden häufig abgeschrieben und oftmals von Sammlern zusammengetragen, die nicht Zeitgenossen der Sänger waren. Davon zeugen verschiedene Variationen gleicher Lieder in unterschiedlichen Handschriften und Doppelzuweisungen. Die Echtheitsforschung hat nun versucht, Methoden zu entwickeln, mit deren Hilfe man betroffene Lieder oder auch nur einzelne Zeilen eindeutig einem Sänger zuweisen oder absprechen kann. An den Liedern Reinmars wurden diese Methoden teilweise entwickelt, teilweise angewandt, beides in größerem Umfang. Im Laufe der Zeit entwickelten sich in der Forschung zwei Arten von Reinmar-Bildern: ein enges und ein weites. Beide hängen sehr stark davon ab, welche Lieder Reinmar zugesprochen werden und welche nicht, und auch davon, wie die handschriftliche Überlieferung der Lieder bewertet wird. Das weite Reinmar-Bild ist das jüngere von beiden und hat das enge noch nicht vollständig abgelöst. Die Reinmar Forschung beginnt Anfang des 19. Jahrhunderts. Die Handschriften sind mit Fehlern behaftet; damals war man optimistisch, diese Fehler, wie zum Beispiel Variationen bei der Strophenfolge, richtig erkennen und korrigieren zu können. Zudem wollte man das Leben und Schaffen mittelalterlicher Sänger nachzeichnen, so dass die Forschung stark davon geprägt war, biografische Informationen über die einzelnen Sänger zu finden. Diese Biografien leitete man aus dem Inhalt ihrer Lieder ab, in dem man das ‚Ich‘ des ‚Sängers‘, einer literarischen Figur, mit dem Dichter gleichsetzte.
Durch diese Annahmen und Methoden entstand das enge Reinmar-Bild. Als erstes wurde dies von Ludwig Uhland geprägt, als er 1822 Reinmar mit Walther verglich und damit zum ersten Mal ein, wenn auch indirektes, Bild von Reinmar lieferte. Mit dem ihm zugeschriebenen Zitat, Reinmar sei der „Scholastiker der unglücklichen Liebe“, grenzt er die Lyrik Reinmars stilistisch stark ein. Zudem entwickelt er die These von der Fehde mit Walther, die aus einer persönlichen Feindschaft der beiden entstand. Ihm folgende Forscher wie Wilhelm Scherer, Erich Schmidt und Konrad Burdach zeichneten ein Bild Reinmars als farblosen Melancholiker, dessen Werk im Vergleich zu Walthers’ nicht mit diesem mithalten konnte. Das Œuvre Reinmars des Alten wurde als homogen präsentiert, geprägt von abstrakter Monotonie. Alle ihm in den Handschriften zugeschriebenen Lieder, die nicht in dieses Muster passten, wurden ihm aberkannt. Auch das 20. Jahrhundert ist bis in die 60er Jahre von einem engen Reinmar-Bild geprägt, maßgeblich beeinflusst durch die Arbeit Carl von Kraus’ 1919. Kraus hält nur 35 der unter dem Namen Reinmars überlieferten Lieder für echt. Zudem nimmt er an, dass 31 dieser Lieder einem inhaltlich und formal verbundenen Liederzyklus angehören. Obwohl schon damals kritisiert, wurde diese These gefestigt, als in der Ausgabe von „Des Minnesangs Frühling“ von 1940 nur die von Kraus für ‚echt’ befundenen Lieder unter Reinmars Namen abgedruckt wurden.
Das Bild von Reinmar als persönlicher Feind Walthers, eine Feindschaft die Ausdruck fand in den so genannten Fehdeliedern beider Künstler und die Vorstellung davon, dass Reinmar ausschließlich nur von unerfüllter Liebe in abstrakter Form gesungen hat, prägte die Forschung bis 1966, als Friedrich Maurer Kraus’ Thesen anzweifelte. Er gab allerdings die Zyklustheorie nicht auf, sondern erweiterte lediglich den angenommenen Zyklus auf 61 Lieder, die er Reinmar zusprach. Erst Günther Schweikle forderte 1969, das Bild Reinmars völlig neu zu bearbeiten. Ab diesem Zeitpunkt gab es innerhalb der Mediävistik Bestrebungen, den Handschriften mehr zu vertrauen und anzuerkennen, dass Variationen, die in diesen vorkamen, auch der mittelalterlichen Auftrittssituation geschuldet sein könnten. So hielt man es nun durchaus für möglich, dass es sich bei Abweichungen, wie beispielsweise der Strophenreihenfolge, auch um tatsächlich gesungene Varianten dieser Lieder handelte. Außerdem veränderte sich das Bild des mittelalterlichen Berufssängers, der um in Stellung zu kommen auch über ein breites Repertoire von Liedern verfügen musste. Damit wurde die Idee eines Kunstcharakters, der ein homogenes Werk durchzog, stark in Frage gestellt und stattdessen gefordert, die Sänger in ihrem Schaffen für sehr variabel zu halten. Dadurch hielt man es für unwahrscheinlich, dass Reinmar nur in einem bestimmten Stil geschrieben haben soll. Auch die These von der Fehde Reinmars mit Walther wurde deutlich abgemildert; völlig geleugnet kann sie allerdings nicht werden. Die Tendenz ist, nach einem neuen Reinmar-Bild zu suchen, das sich aus den Handschriften ableiten lässt und einen vielseitigen Künstler zeigt. In der aktuellen Ausgabe von „Des Minnesangs Frühling“ hat sich diese Forderung insofern durchgesetzt, als dass nun unter dem Namen „Reinmar der Alte“ 60 Lieder abgedruckt sind und weitere 18 unter dem Namen „Pseudo-Reinmar“, was kennzeichnen soll, dass diese unter Reinmars Namen überliefert sind, aber bisher noch nicht von der Forschung als Werke Reinmars anerkannt wurden.

## Stil
Reinmar der Alte zählt zu den Vertretern der Hochphase des Minnesangs. Formal ist diese Phase gekennzeichnet durch mehrstrophige Lieder in Stollenform mit differenzierten Reimschemata, bei denen der reine Reim zunehmend bevorzugt wird.
Diese Merkmale finden sich durchgehend im Werk Reinmars. Inhaltlich handelt es sich bei einer großen Anzahl von Liedern Reinmars um Minnelieder. Er gilt dabei als Sänger des Leides, als Gedankenlyriker, dessen Themengebiet die nicht geglückte Kommunikation ist. Reinmar ästhetisiert Schmerz und erhebt das Leiden zur Tugend. Auffallend ist dabei, dass die Frau häufig nicht ausführlich beschrieben wird und somit mehr zur Projektionsfläche leidvoller Vorstellungen des Sängers, des ‚Ich‘ des Liedes, wird. Grundlage dieser Lyrik ist das Spannungsfeld, in dem Minne stattfindet: Der Mann liebt die Reinheit der Angebeteten und wünscht sich eine Erfüllung seiner Liebe. Fände diese jedoch statt, verlöre die Frau ihre Reinheit. Diese Aporie wird von Reinmar zur künstlerischen Vollendung geführt. Er gibt als seinen höchsten Stolz an, Meister des „schönen Trauerns“ zu sein; der Schmerz des Sängers werde zu schöner Form sublimiert, die dem Publikum Freude bringt. Sein Werk bildet den Höhepunkt, wenn nicht sogar Wendepunkt dieser Form der Hohen Minne. Bedingt durch die verschiedensten Auffassungen zur Größe von Reinmars Œuvre zeigt sich im Laufe der Forschungsgeschichte kein einheitliches Autorenbild. Bis in die jüngste Zeit hielt man Reinmar ausschließlich für Werke verantwortlich, die dem gezeigten Bild des Gedankenlyrikers entsprechen. Mittlerweile traut man ihm jedoch auch ein facettenreicheres Werk zu. Dabei werden die ihm aberkannten Lieder neu diskutiert. Besonders bei der Betrachtung der unter seinem Namen überlieferten Strophen in der Würzburger Liederhandschrift zeigt sich, dass Reinmar auch zugetraut wurde, positive Emotionen in seinen Lieder zu thematisieren, es finden sich auch Lieder mit derber Sprache oder Naturmotiven, die in der Forschung bisher für Reinmar ausgeschlossen wurden. Jedoch deutet einiges darauf hin, dass Reinmar der Alte über ein sehr buntes und großes Register an dichterischen Mitteln verfügte, das er auch einzusetzen wusste.

## Ein Beispiel: Reinmars so genanntes ‚Preislied‘
MF 165, 10: Swaz ich nû niuwer maere sage. Dieses Lied war so berühmt, dass Walther von der Vogelweide in seinem Nachruf auf Reinmar den Beginn der 3. Strophe (Sô wol dir, wîp, wie reine ein nam) zitiert und hinzufügt, selbst wenn Reinmar nur dieses eine Lied gedichtet hätte, müssten alle Frauen für seine Seele beten. Den heute üblichen Namen ‚Preislied‘ erhielt es wegen des auch von seinem Gegner Walther bewunderten überschwänglichen Preises der Frauen in der 3. Strophe.
| Swaz ich nû niuwer mære sage, des endarf mich nieman frâgen: ich enbin niht frô. Die friunt verdriuzet mîner klage. Des man ze vil gehœret, dem ist allem sô. Nû hân ich beidiu schaden unde spot. Waz mir doch leides unverdienet, daz bedenke got, und âne schult geschiht! Ich engelige herzeliebe bî, sône hât an mîner freude nieman niht.            | Niemand darf mich nun nach Neuigkeiten fragen, denn ich bin nicht froh. Meine Freunde verdrießt meine Klage. So geht es mit allem, wovon man zuviel hört. Jetzt habe ich den Schaden und den Spott zugleich. Gott möge sich daran erinnern, wie viel Leid mir unverdient und schuldlos geschieht! Wenn mich meine Herzliebste nicht bei sich liegen lässt, so kann ich niemandem Freude zuteil werden lassen.                            |
| Die hôchgemuoten zîhent mich, ich minne niht sô sêre, als ich gebâre, ein wîp. Si liegent und unêrent sich: si was mir ie gelîcher mâze sô der lîp. Nie getrôste sî dar under mir den muot. Der ungenâden muoz ich, unde des si mir noch tuot, erbeiten, als ich mac. Mir ist eteswenne wol gewesen: gewinne aber ich nu niemer guoten tac?                | Die Hochgemuten werfen mir vor, ich liebe eine Frau nicht so sehr, wie ich vorgebe. Sie lügen und tun sich selbst damit Unehre an. Sie war mir immer gleich viel wert wie mein Leben. Trotzdem hat sie mir nie Trost gespendet. Diese Ungnade und was sie mir sonst noch alles antut muss ich erdulden, so gut ich es kann. Es gab eine Zeit, als mir wohl zu Mute war: werde ich aber jetzt jemals wieder einen angenehmen Tag erleben? |
| Sô wol dir, wîp, wie reine ein nam! Wie sanfte er doch z erkennen und ze nennen ist! Ez wart nie niht sô lobesam, swâ dûz an rehte güete kêrest, sô dû bist. Dîn lop mit rede nieman volenden kan. Swes dû mit triuwen pfligest wol, der ist ein sælic man und mac vil gerne leben. Dû gîst al der welte hôhen muot: maht ouch mir ein wênic freude geben! | Wohl dir, Frau, was für ein reiner ‚Name‘! Wie angenehm er sich doch anhört und ausspricht! Nie gab es etwas so Rühmenswertes wie dich, wenn du dich in richtiger Güte zeigst. Niemand ist beredt genug, dich hinreichend zu loben. Wenn du jemandem richtig treu bist, so ist der glücklich und kann fröhlich leben. Du machst alle Welt hochgemut: gib doch auch mir eine kleine Freude!                                               |
| Zwei dinc hân ich mir vür geleit, diu strîtent mit gedanken in dem herzen mîn: ob ich ir hôhen wirdekeit mit mînen willen wollte lâzen minre sîn, Oder ob ich daz welle, daz sie groezer sî und sî vil saelic wîp bestê mîn und aller manne vrî. siu tuont mir beide wê: ich wirde ir lasters niemer vrô; vergêt siu mich, daz klage ich iemer mê.         | Zwei Dinge habe ich mir vor Augen gebracht, die Widerstreiten in meinem Herzen: Ob ich ihr hohes Ansehen durch mein Willen mindern wollte, oder es vergrößert wünschte, und sie, Glückliche, frei von mir und allen (anderen) Männern sei. Beide Optionen schmerzen, und ich würde durch ihre (der Dame) Laster nie mehr froh. übergeht (meidet) sie mich – klagte ich noch mehr.                                                        |
| Ob ich nu tuon und hân getân, daz ich von rehte in ir hulden sollte sîn, und sî vor aller werlde hân, waz mac ich des, vergizzet sî darunder mîn? Swer nu giht, daz ich ze spotte künne klagen, der lâze im beide mîn rede singen unde sagen <…> unde merke, wâ ich ie spreche ein wort, ezn lige, ê i’z gespreche, herzen bî.                             | |

## Weiterführende Literatur
- Horst Brunner (Hrsg.): Das Hausbuch des Michael de Leone (Würzburger Liederhandschrift) der Universitätsbibliothek München (2° Cod. Ms. 731). Kümmerle Verlag, Göppingen 1983, ISBN 3-87452-548-1.
- Carl von Kraus: Die Lieder Reinmars des Alten. Band 1 und 2, München 1919.
- Ulrich Müller: Die Lieder Reinmars und Walthers von der Vogelweide aus der Würzburger Handschrift 2° Cod. ms. 731 der Universitätsbibliothek München. I. Faksimile. Mit einer Einführung von Gisela Kornrumpf. Wiesbaden 1972, ISBN 978-3-920153-12-4.
- Helmut Tervooren: Reinmar-Studien. Stuttgart 1991.
- Helmut Tervooren: Reinmar der Alte. In: Neue Deutsche Biographie (NDB). Band 21, Duncker & Humblot, Berlin 2003, ISBN 3-428-11202-4, S. 377 f. (Digitalisat).